# Jean-Antoine Laurent
Pour les articles homonymes, voir Laurent.
Jean-Antoine Laurent est un peintre et miniaturiste français, né à Baccarat le 31 octobre 1763 et mort à Épinal le 11 février 1832.

## Biographie
Jean-Antoine Laurent fut très apprécié en tant que peintre de genre sous l'Empire. Il s'inspire des maîtres hollandais du XVIIe siècle.
Il fut conservateur du musée d'Épinal de 1822 à sa mort.

## Œuvres
- Le Peintre et sa famille, devant une maison de campagne, 1797-1798, Paris, musée Cognacq-Jay
- Chérebert, roi de France, offrant l’anneau royal à Teudegilde, qu’il épousa et à laquelle il donna le titre de reine, Salon de 1819 (no 698, huile sur toile, 75,9 × 62,3 cm, musée des Amériques à Auch[1]
- Gutenberg inventant l'imprimerie, 1831, musée de Grenoble.
- Héloïse embrassant la vie monastique, musée national des châteaux de Malmaison et Bois-Préau.
- Un serrurier cherche à faire mordre sa lime à un geai, d'après La Fontaine, 1829, huile sur toile, 65 × 86 cm, Paris, musée du Louvre.

Œuvres de Jean-Antoine Laurent
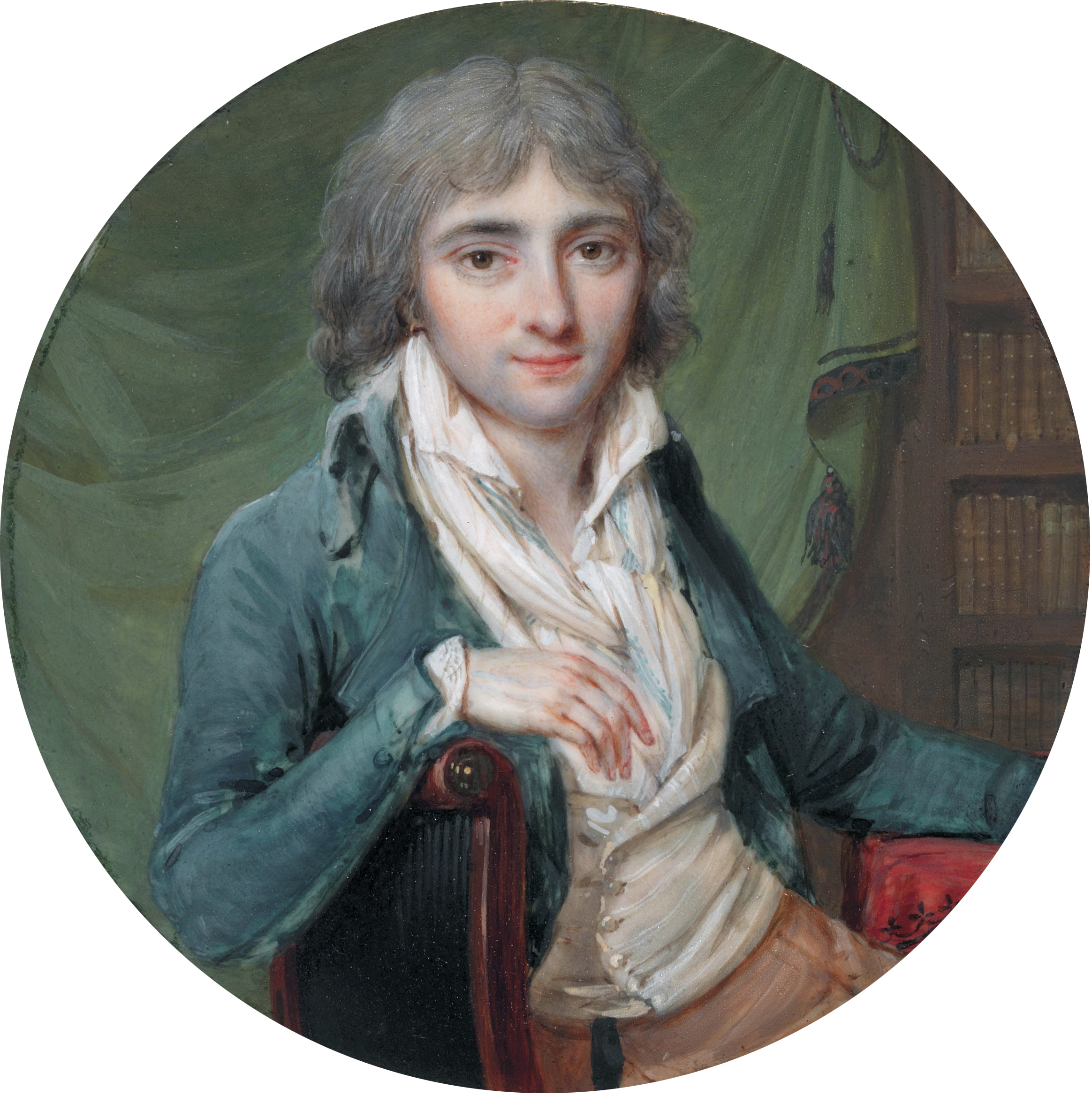
Gentilhomme dans une bibliothèque (1795), miniature sur ivoire, localisation inconnue.
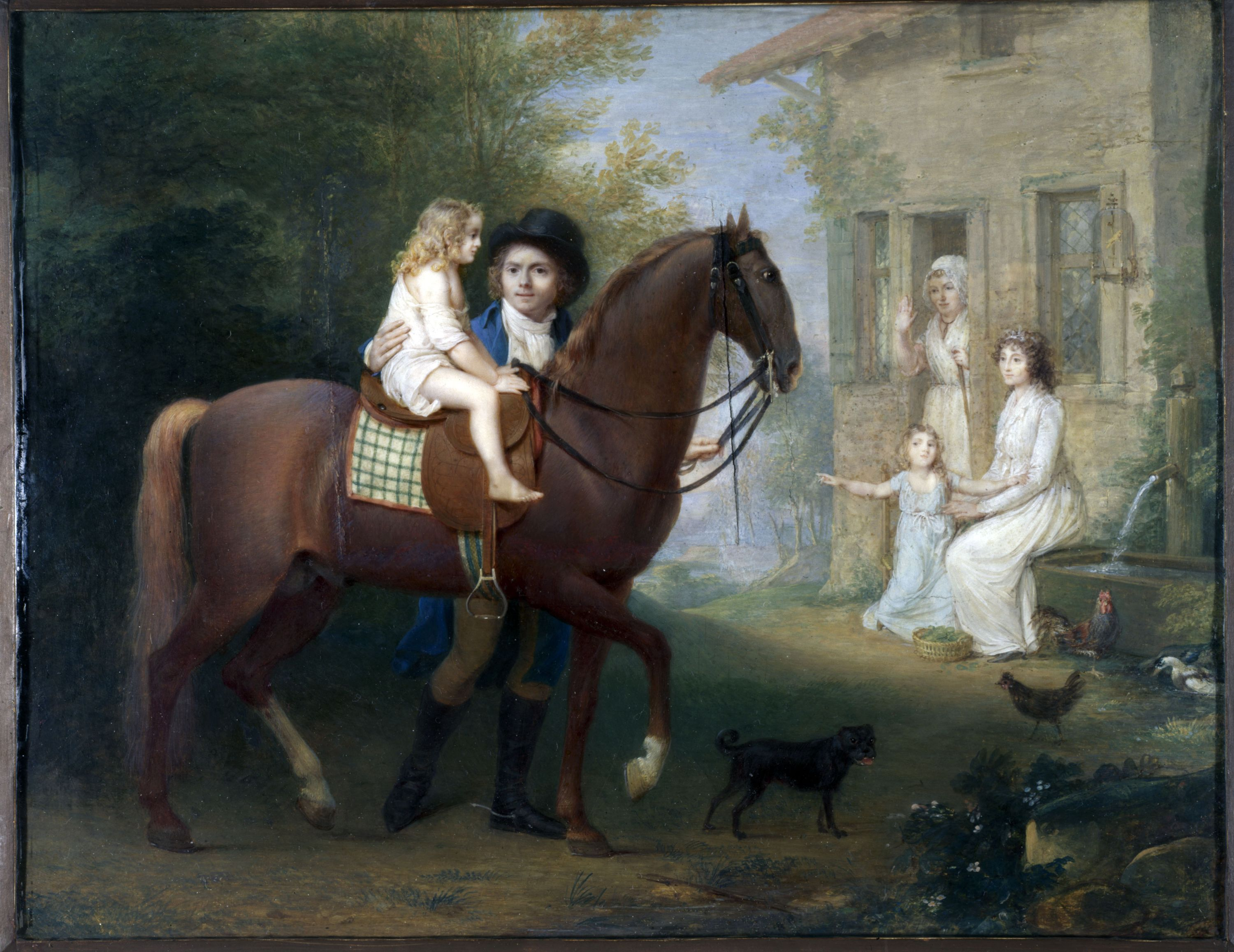
Le Peintre et sa famille, devant une maison de campagne, 1797-1798, musée Cognacq-Jay
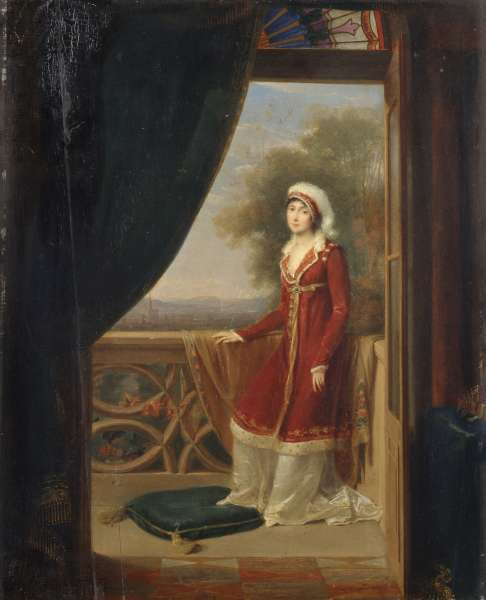
L'impératrice Joséphine à Strasbourg, dans un décor troubadour, 1805-1806, musée des arts décoratifs de Strasbourg
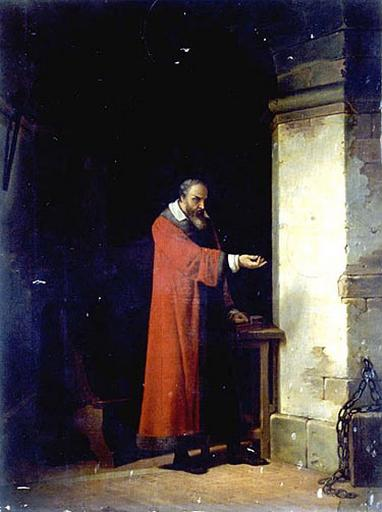
Galilée en prison (vers 1822), musée des beaux-arts de Dole.
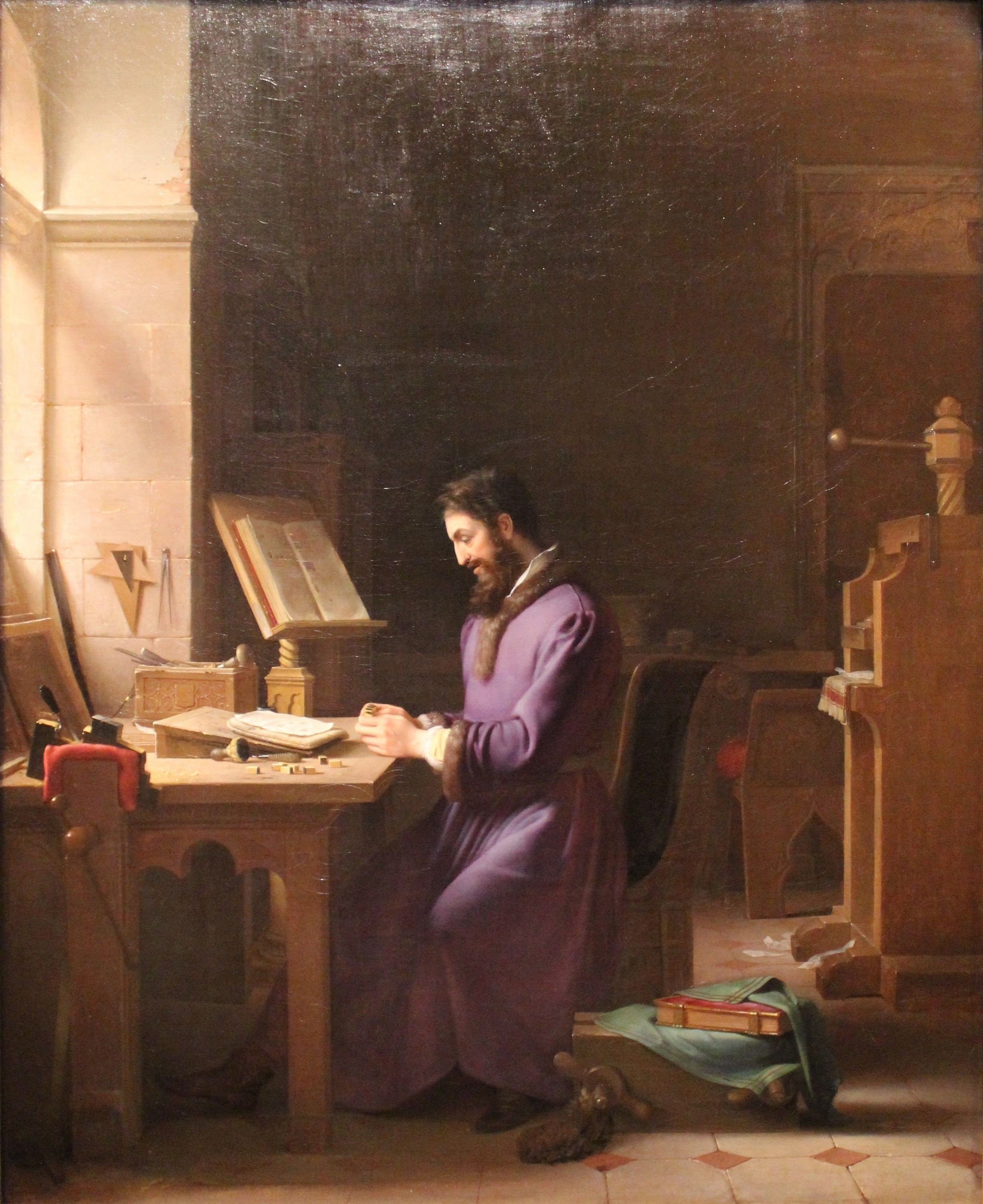
Gutenberg inventant l'imprimerie, (1831), musée de Grenoble.
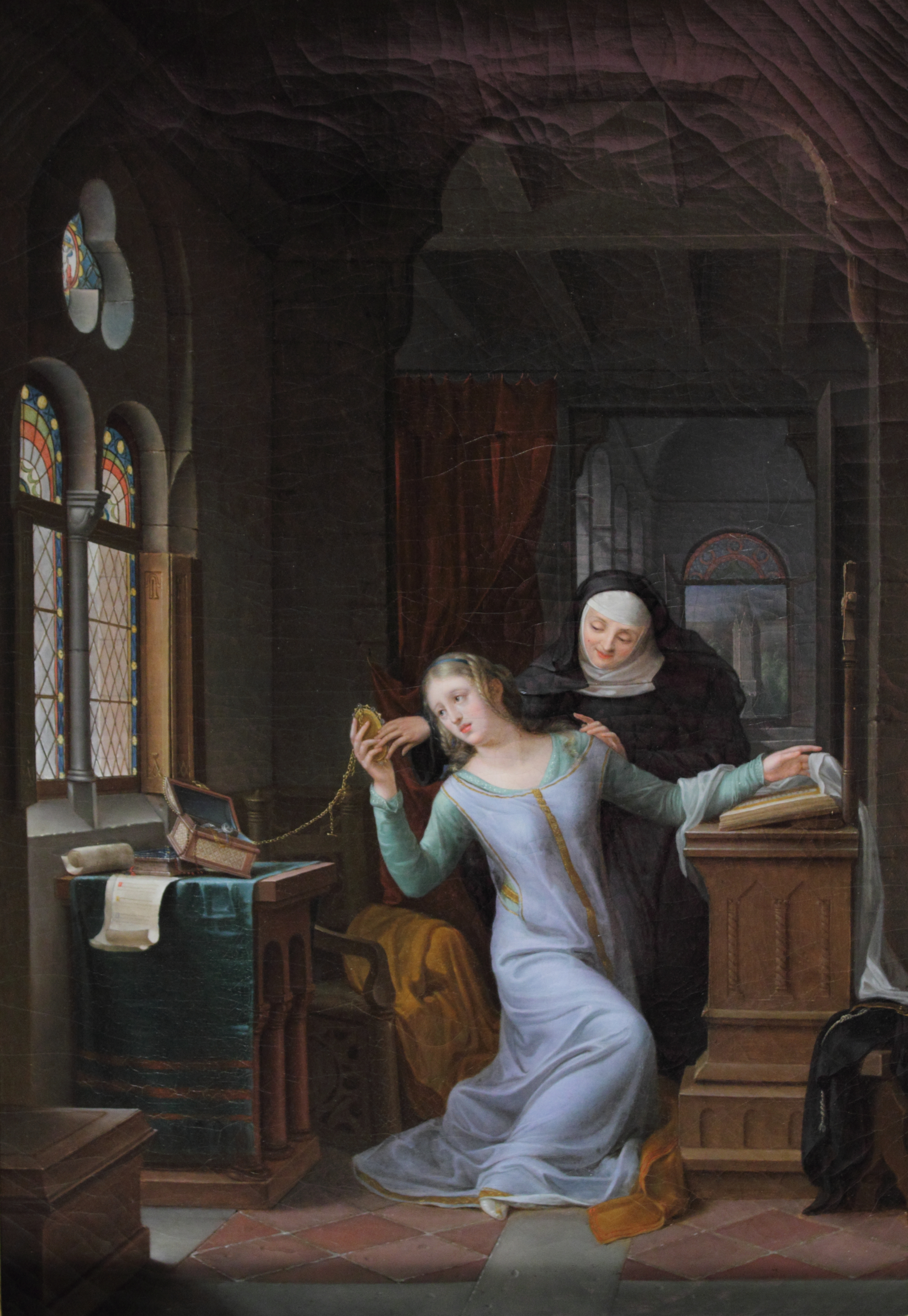
Héloïse embrassant la vie monastique, musée national des châteaux de Malmaison et Bois-Préau.